# STS-133
STS-133 (Полет ISS-ULF5) e сто тридесет и третата мисия на НАСА по програмата Спейс шатъл, тридесет и девети, последен полет на совалката Дискавъри и тридесет и пети полет на совалка към Международната космическа станция (МКС). Това е единадесетият полет на Многофункционалния товарен модул (МТМ) и осми последен полет на модула „Леонардо“.

## Екипаж
| Пост                    | Астронавт                            |
| ----------------------- | ------------------------------------ |
| Командир                | Стивън Линдзи пети космически полет  |
| Пилот                   | Ерик Боу втори космически полет      |
| Специалист на мисията 1 | Бенджамин Дрю втори космически полет |
| Специалист на мисията 2 | Майкъл Барат втори космически полет  |
| Специалист на мисията 3 | Стивън Боуен трети космически полет  |
| Специалист на мисията 4 | Никол Стот втори космически полет    |

- Първоначално в екипажа е включен Тимъти Копра. След претърпян инцидент с велосипед е заменен със Стивън Боуен.

## Полетът
Основната цел на мисията е доставка на материали и научно оборудване с помощта на Многофункционалния товарен модул (МТМ) „Леонардо“ на борда на МКС с маса 9,9 тона. Последният е модифициран и преоборудван за постоянен на МКС. Доставен в орбита е и ТСПЕ-4 с маса 3,45 тона. На него е закрепен резервен радиатор за охладителната система на станцията. Тежестта му е 1,12 тона и дължина 3,4 м. На борда на модула „Леонардо“ се намира Робонавт 2. Той е съвместна разработка на НАСА и фирмата Дженерал Мотърс, а целта на изстрелването е проверка на функционирането му в условията на безтегловност. Доставени са още 387 кг вода, 50,8 кг азот и 82,5 кг кислород.
Първоначално мисията е планирана да започне на 16 септември. Поради увеличеното време за подготовка на полезния товар за полет и подобряване съгласуваността на графика за полети до МКС е прехвърлен за 1 ноември. Впоследствие е назначаван и отлаган няколко пъти първоначално поради лоши метеорологични условия, а после по технически причини. Стартът на мисията е успешно осъществен на 24 февруари. На 26 февруари тя успешно се скачва с МКС. За първи път към станцията са скачени всички типове кораби, способни да летят към нея: Дискавъри (NASA), два кораба Союз (Русия), Прогрес (Русия), Йохан Кеплер (ESA) и H-II (JAXA). Общата маса на комплекса достига до около 544 тона. На следващия ден, с помощта на манипулатора на станцията е изваден ТСПЕ-4 от товарния отсек на совалката. Няколко часа по-късно е монтиран на мястото за което е предназначен на ферма S3. На четвъртия ден се прехвърля оборудване от совалката на борда на станцията. Астронавтите Стивън Боуен и Бенджамин Дрю се подготвят за първото си излизане в открития космос. Задачите за „космическата разходка“ са: инсталиране на резервен захранващ кабел между модулите Юнити и Транквилити, подмяна на дефектна помпа на платформа ТСПЕ-2 и няколко дребни ремонти по външната повърхност на станцията. Към края на излизането се провежда и експеримент „заловен космически вакуум“ – затворен в метален съд и после свален при приземяването на Земята. Основната задача за шестия ден от полета е изваждане от товарния отсек и скачване на около 12-тонния модул „Леонардо“. Последният остава за постоянно скачен на МКС на долния скачващ възел на модула Юнити. На 2 март астронавтите Стивън Боуен и Бенджамин Дрю провеждат второ излизане в открития космос. По време на излизането е направено техническо обслужване на помпата на охладителната система на станцията, поставяне на защита на лещите на телевизионните камери, монтаж на допълнително осветление и др. На 8-мия ден от полета (3 март) астронавтите привеждат в работно състояние модула „Леонардо“. Всичко ненужно на борда на станцията се пренася в японския товарен кораб H-II, който се отделя от станцията на 28 март и по-късно ще изгори в атмосферата на Земята. Следващите няколко дни се привършва с разтоварването и подреждането на всички доставени материали и оборудване, пристигнало със совалката и модула „Леонардо“.
На 7 март станцията и совалката се разделят. До края на полета се правят няколко проверки на топлозащитното покритие на совалката и на всички системи, пресконференции.
По препоръка на комисията, разследваща катастрофата на совалката „Колумбия“ в случай на повреда на совалката Дискавъри и невъзможност за безопасно завръщане на екипажа на Земята се предвиждало той да остане на борда на МКС и да дочака спасителен полет STS-334 на совалката Индевър.
На 9 март совалката каца успешно за последен път. За своите 39 полета совалката е извършила 5830 обиколки около Земята, прекарва в космоса около 1 година (365 денонощия) и прелита над 238 млн. километра. След полета совалката ще е над 15- денонощната си мисия в космоса в КЦ „Кенеди“, щата Флорида.

## Параметри на мисията
- Маса на цялата система: 2 052 610 кг
- Маса на совалката:
  - при старта: 121 840 кг
  - при приземяването: 92 867 кг
- Перигей: 158 км
- Апогей: 227 км
- Инклинация: 51,6°
- Орбитален период: 91.6 мин

Скачване с „МКС“
- Скачване: 26 февруари 2011, 19:14 UTC
- Разделяне: 7 март 2011, 12:00 UTC
- Време в скачено състояние: 8 денонощия, 17 часа, 46 минути.

### Космически разходки
| № | Участници                    | Начало                     | Край                      | Продължителност  |
| - | ---------------------------- | -------------------------- | ------------------------- | ---------------- |
| 1 | Стивън Боуен и Бенджамин Дрю | 28 февруари 2011 15:46 UTC | 9 февруари 2011 22:20 UTC | 6 часа 34 минути |
| 2 | Стивън Боуен и Бенджамин Дрю | 2 март 2011 15:42 UTC      | 2 март 2011 21:56 UTC     | 6 часа 14 минути |

Това са 154- и 155-то излизане, свързано с МКС, съответно 6-, и 7-мо излизане за Стивън Боуен, и първи излизания за Бенджамин Дрю. Последният е и астронавт (космонавт) № 200, излязал в открития космос.

## Галерия
- Совалката „Дискавъри“ на стартовата площадка.
- Първоначалният екипаж на мисията.
- Постер на мисията.
- Стартът.
- Стартът (видеофайл).
- Совалката малко преди скачването с МКС.
- Робонавт 2
- Подготовка за първото излизане в открития космос.
- Бенджамин Дрю „пълни“ космически вакуум в бутилка.
- Скачването на модула „Леонардо“ за МКС.
- Стивън Боуен по време на второто си излизане в открития космос.
- Снимка на екипажите на совалката и МКС в орбита.
- Краят на мисия STS-133.
- Совалката се отделя от МКС.
- Видео от кацането в КЦ „Кенеди“ във Флорида.
- Екипажът след кацането.